# 大澤章
大澤 章（おおさわ あきら、1889年（明治22年） - 1967年（昭和42年））は、日本の法学者。国際法、憲法、外交史。西洋史書翻訳家。九州帝国大学名誉教授。学習院大学教授。法学博士。山村 静一（やまむら せいいち）の筆名で翻訳なども手がけた。

## 略歴
東京府出身。学習院を経て東京帝国大学法学部独逸法科卒業。その後、パリ大学博士課程に進む。
1919年（大正8年）、パリ講和会議実施委員として渡欧する。以後国際連盟に勤務した。1922年（大正12年）には文部省在外研究員となり、1924年（大正13年）に九州帝国大学教授に就任する。以後法文学部長を務めた。
1930年（昭和5年）には九州法学校初代校長に就任した。九大を退官した後は、学習院大学教授に就任。1958年（昭和33年）に『世界の憲法』(国元書房)を責任編集した。

## 人物
敬虔なカトリック信者であり、聖書を中心としたヨーロッパの修道院などの体験を元に、高潔な印象を持った授業を行った。国際法ではヴァルター・ヘンリヒの管轄権理論学説を支持した。憲法観においては国家権力の構成原理を追求し、常に権力行使の濫用を批判する立場に立ってきた。
(大澤の憲法観：国政の権威は国民に由来する。権力は国民によって構成された社会的形成にすぎずそれは自らに固有な存在ではない。)著書『政治と倫理』より。
またカトリック史の翻訳書が多数ある。学習院時代は郡虎彦と親友であり、大澤を通じて九大に欧文戯曲関係旧蔵書が寄贈されている。パリ大学時代はベルナール・ローラン・ゴスランと親友であった。

## 主要著作

### 著書
- 『国際法秩序論』　1931年　岩波書店
- 『丘の書』　1938年　岩波書店
- 『グロティウス自由海論の研究』　1941年　九州大学法政学会
- 『政治と倫理』　1946年　社會教育聯合會

### 翻訳
- シャルモン『自然法の再生』  1927年　岩波書店
- ヨハネス・ヨルゲンセン（英語版）『アシイシの聖フランチェスコ巡礼の書』（山村静一名義）　1930年　岩波書店
- ヨハネス・ヨルゲンセン『回心』　1947年　山野書店
- グザヴィエ・ド・メーストル『アオスタの市の癩病者』　1955年　ドン・ボスコ社
- トマス・ア・ケンピス『キリストにならいて』（呉茂一との共訳）　1960年　岩波文庫

### 論文
- <大澤章